# Mae-Geri
Der Mae-Geri (jap. 前蹴り, dt. „Vorwärtstritt“) ist ein Vorwärtsfußtritt in den japanischen Kampfkünsten (Budō), z. B. im Karate.

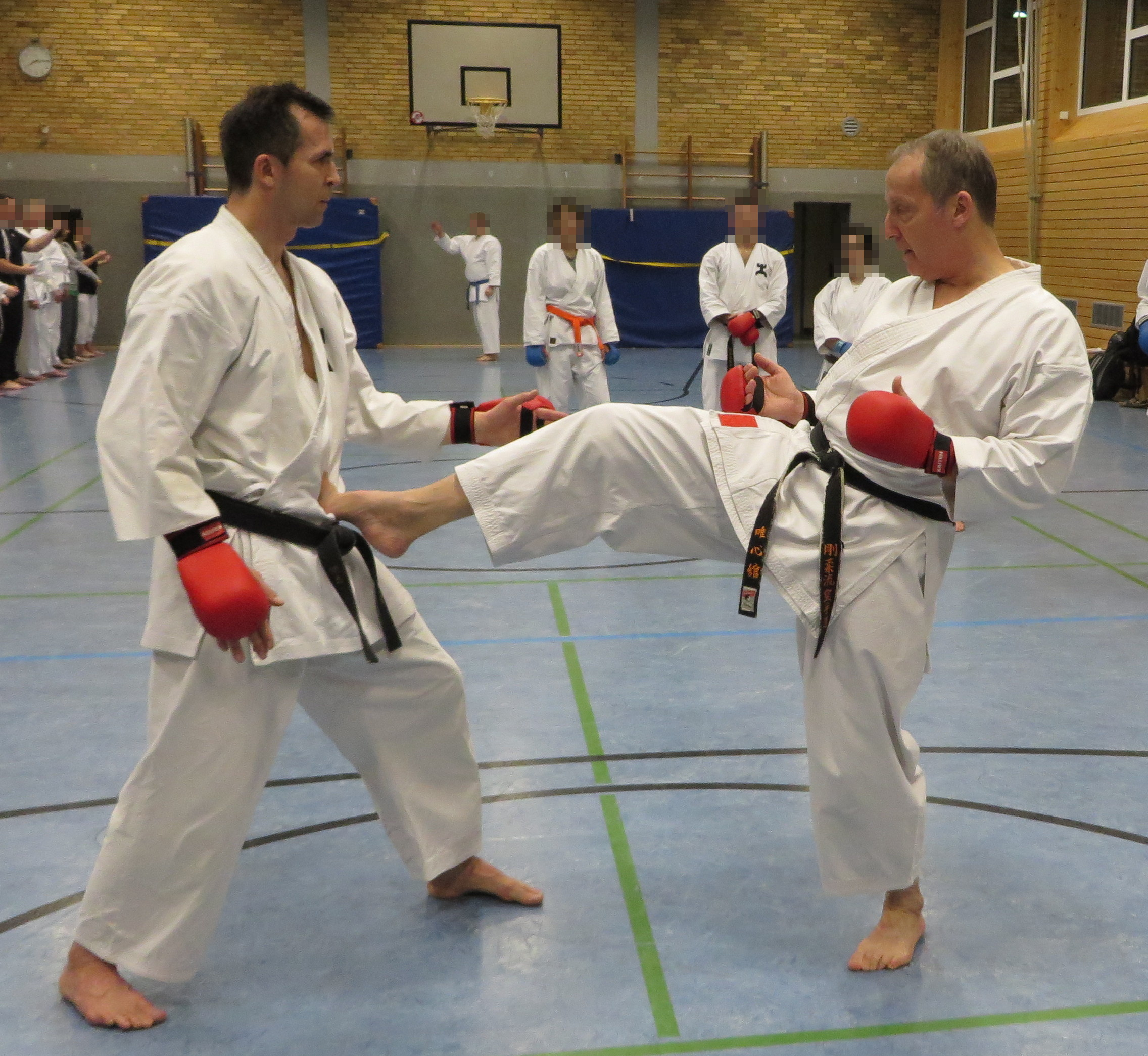
Mae-Geri im Karate

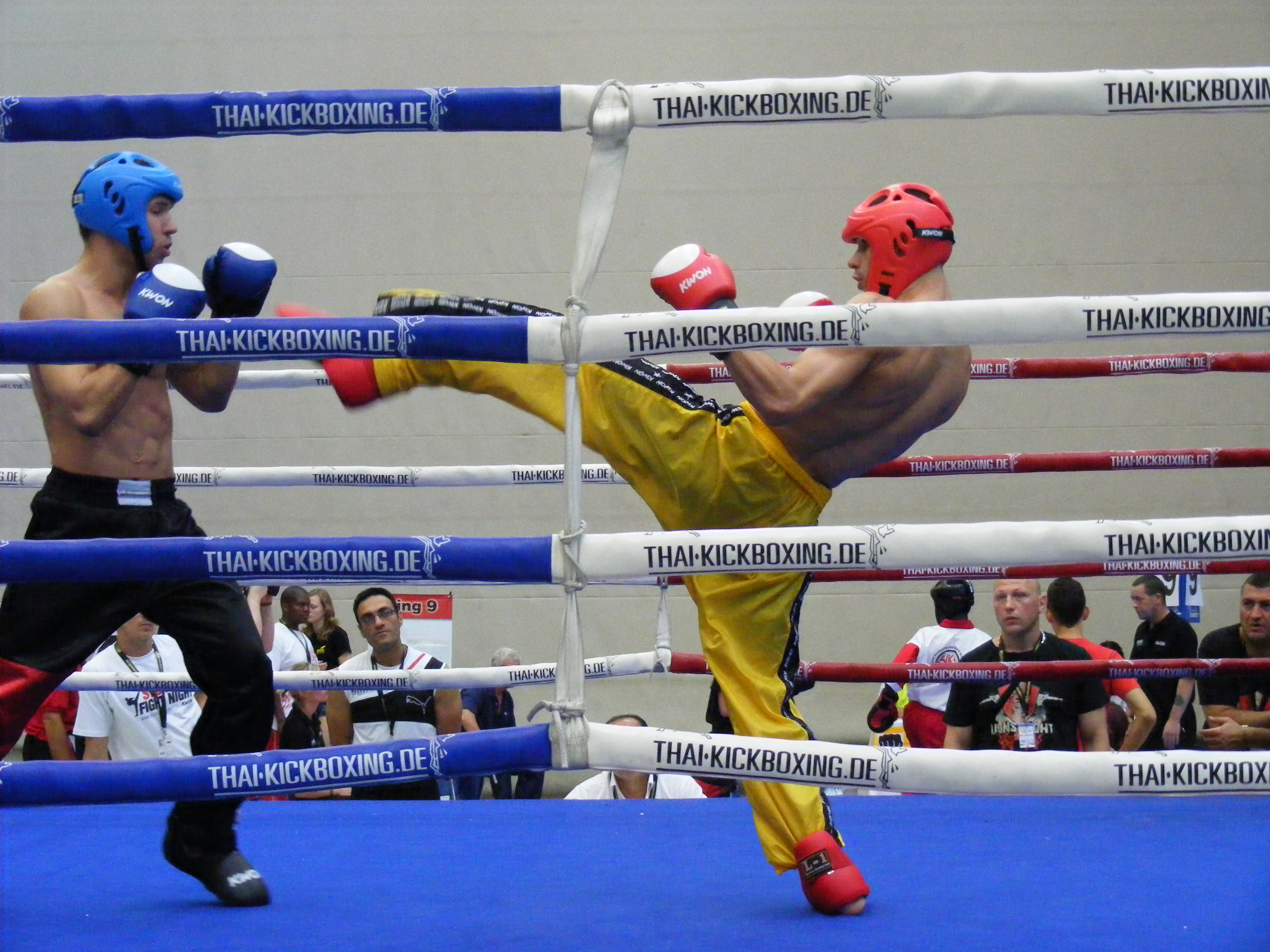
Mae-Geri beim Kickboxen

## Techniken
Es gibt verschiedene Ausführungen des Mae-Geri:
- Mae-Ashi-Geri: mit dem vorderen Fuß
- Mae-Kakato-Geri: Stampftritt mit der Ferse nach vorne
- Mae-Kin-Geri: mit dem Fußspann
- Mae-Koshi-Geri: mit dem Fußballen
- Mae-Tobi-Geri: im Sprung nach vorn
- Nidan-Geri: zweifacher Fußtritt im Sprung
- Tsumasaki-Geri: mit den Zehenspitzen

Dabei unterscheidet man in der Regel gestoßene (kekomi) und geschnappte (keage) Fußtritte. Der geschnappte Fußtritt hieße entsprechend Mae Geri Keage.